# Anne Kirkbride
Anne Kirkbride (Oldham, 21 juni 1954 – Manchester, 19 januari 2015) was een Britse actrice.

## Levensloop en carrière
Kirkbride werd geboren in 1954 als dochter van cartoonist Jack Kirkbride (1923-2006). In 1972 kreeg ze een rol in Coronation Street als het personage Deirdre Barlow. Ze speelde deze rol meer dan veertig jaar.
Begin 2015 overleed Kirkbride aan de gevolgen van borstkanker. Ze was 60 jaar.